# Смит, Джон (капитан)

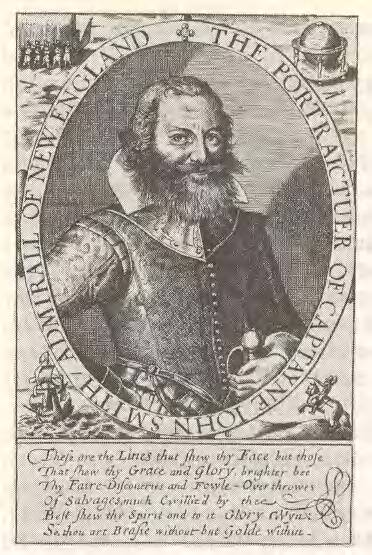
Капитан Джон Смит, с его карты Новой Англии, 1614

Джон Смит (англ. John Smith; 9 января 1580, Уиллоуби — 21 июня (1 июля) 1631, Лондон) — английский писатель и моряк, один из первых колонистов Джеймстауна, первого британского поселения на территории современных США.
В воображении широких масс имя капитана Джона Смита связано с пересказанной им самим историей о его «романтической связи» с дочерью индейского вождя по имени Покахонтас.

## Биография

### Ранние годы
Джон Смит родился 9 января 1580 года в местечке Уиллоуби  близ Элфорда в графстве Линкольншир. Обучался в грамматической школе короля Эдуарда VI. В возрасте 13 лет осиротел и вскоре поступил в ученики к купцу Томасу Сэндаллу (Thomas Sendall). В 16 лет Смит оставил обучение у Сэндалла и отправился во Францию, сопровождая второго сына лорда Уиллоуби, которого вскоре покинул, чтобы присоединиться к борьбе за независимость Нидерландов. Через два года он нанялся на торговый корабль, плававший по Средиземному морю.
В 1600 году Смит вступил в австрийскую армию, которая воевала с Османской империей. За мужество и отвагу был произведён в ранг капитана трансильванским господарем Сигизмундом (Жигмондом) Баторием. Джон Смит сражался в Валахии в войске господаря Раду X Щербана против воеводы Иеремии Мовилы, но в 1602 году в Трансильвании был серьёзно ранен и взят в плен, а затем продан в рабство в Крымское ханство. Знатный турок Богал, купивший Смита, отправил его в качестве подарка своей невесте-гречанке, которая, со слов самого капитана, влюбилась в него. Позже девушка отправила пленника своему брату. Потом он был отправлен в Азов.
Убив своего нового хозяина, Смит бежал из рабства. Через земли донских казаков, Северщину, Волынь, Галицию и Речь Посполитую он добрался до Священной Римской Империи. Некоторое время спустя Смит, получив заслуженные награды, покинул армию и отправился путешествовать по Европе и Северной Африке. Зимой 1604 года Джон Смит возвращается в Англию.
Существует предположение, что Смит использовал систему укрепления палисад, с которой познакомился на Украине, при защите поселения в Вирджинии от индейцев; а срубные дома, увиденные им на Северщине и Волыни, стали образцом зданий, известных как «лог-кабин».

### Вирджинская экспедиция

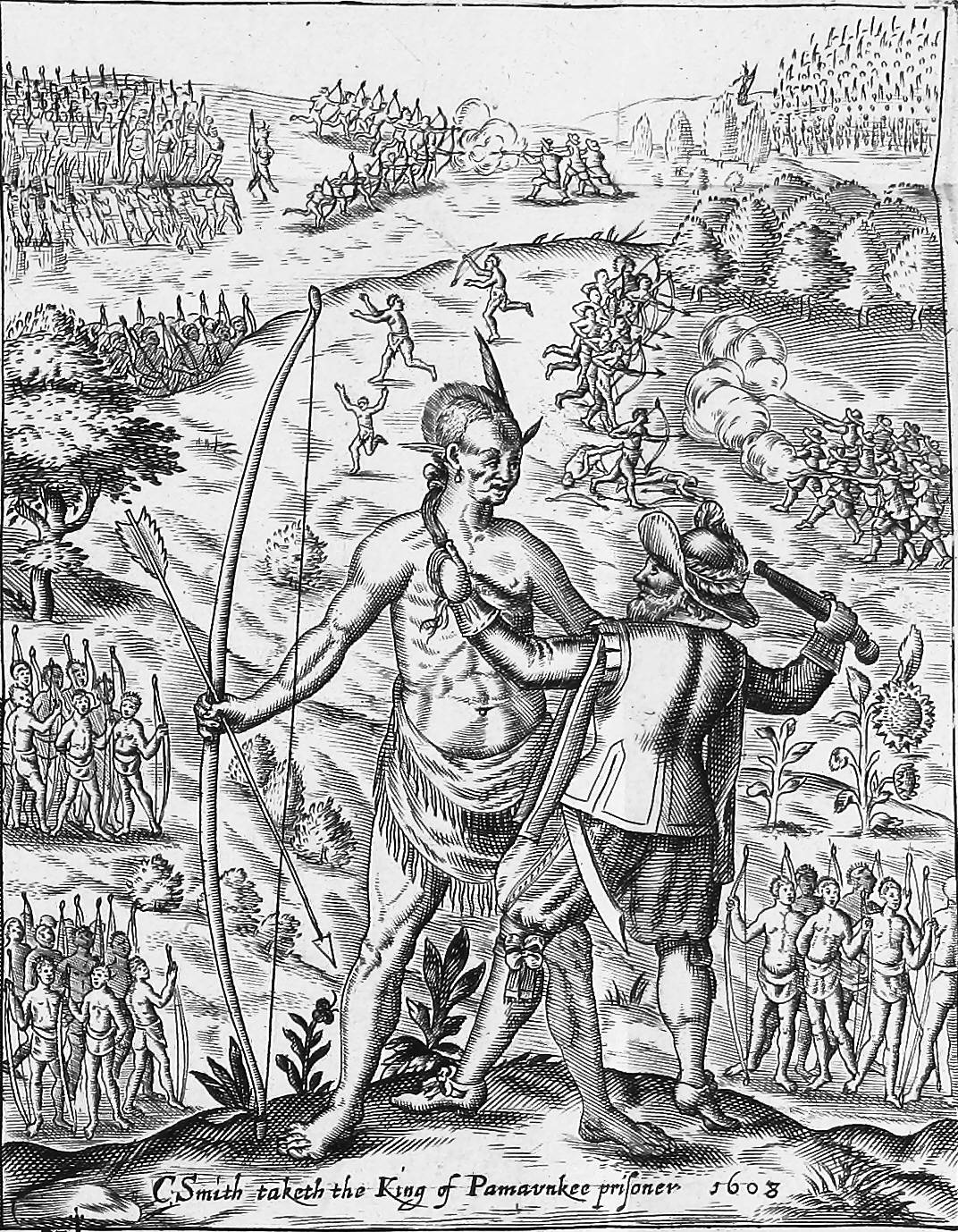
Джон Смит захватывает в плен короля Пуманки (1624)

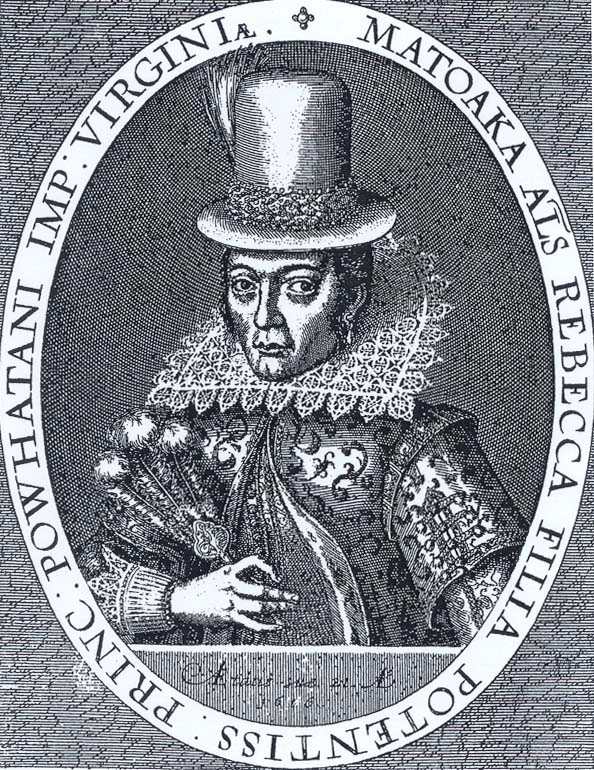
Гравюра Симона ван де Пасса. Покахонтас, 1616.

В Англии Джон Смит присоединился к Вирджинской компании, которая готовилась к колонизации новых земель. 20 декабря 1606 года три корабля Вирджинской компании («Сьюзан Констант», «Годспит» и «Дискавэри») отплыли из Англии. Путешествие длилось 4 месяца. В апреле 1607 года корабли экспедиции достигли земли.
Джон Смит вошёл в Совет из семи человек, выбранных руководством компании для управления новой колонией. 13 мая 1607 года было основано поселение — Джеймстаун, население которого первоначально составляло 104 человека.
В начале 1607 года Джон Смит ушёл на разведку и был захвачен индейцами. В написанной им позже книге «История Вирджинии» он рассказывает, что его привели в лагерь вождя Союза алгонкинов Поухатана. Смита должны были казнить ударом дубины по голове, но его спасла юная дочь вождя, 12-летняя Покахонтас, обхватившая его руками. Вождь даровал Смиту жизнь, англичанин прошел индейский ритуал, после чего был объявлен приёмным сыном Поухатана и «главой племени пришельцев». Эти события легли в основу известного диснеевского мультфильма и нескольких полнометражных фильмов, в частности, драмы Теренса Малика «Новый Свет» (2005).
Когда 2 января 1608 года Джон Смит вернулся в Джеймстаун, в поселении проживало всего 38 человек. Джон Смит сумел заключить мир с индейцами, который позволил англичанам выжить. Индейцы помогли поселенцам продуктами после пожара, а затем торговали с ними.
Летом 1608 года в колонии начались разногласия и Смит покинул её, чтобы исследовать весь Чесапикский залив, открыть устье Саскуэханны и подняться вверх по реке Потомак. Тем временем в колонии началась смута, после которой Совет попросил Смита вернуться и возглавить колонию. Он согласился, и ввёл в Джеймстауне строгий порядок и дисциплину. Однако осенью 1609 года Смит был ранен в ногу из мушкета и отправился на лечение в Англию. 
После выздоровления Смит отправился в Вирджинскую компанию с целью описания перспектив дальнейшей колонизации, где его инициативу встретили довольно прохладно, вероятно, из-за известий о его «самоуправстве». В 1614 году Смит ещё раз побывал в Новом Свете — с удачной экспедицией в районах Мэна и Массачусетского залива. С одобрения принца Чарльза он назвал эти территории Новой Англией. Остаток своей жизни Cмит провёл в Лондоне, в бедности и забвении.
Умер 21 июня 1631 года. Похоронен в южном приделе церкви Святого Гроба (St. Sepulcher’s Church), Лондон.

### Книги Смита
Основные книги Смита:
- «Истинное повествование о достопримечательных событиях в Виргинии» (1608), часто считается первым произведением американской литературы.
- «Карта Виргинии» (1612).
- The Proceedings of the English Colony in Virginia (1612)
- «Описание Новой Англии» (1616).
- New England’s Trials (1620, 1622)
- «Общая история Виргинии, Новой Англии и островов Соммерса» в 6 частях (1624), где он излагает рассказ о Покахонтас.
- An Accidence, or the Pathway to Experience Necessary for all Young Seamen (1626)
- «Морская грамматика» (ок. 1627)
- «Правдивые странствия, приключения и наблюдения капитана Джона Смита в Европе, Азии, Африке и Америке с 1593 по 1629 г. от Р. Х.» (1630).
- Advertisements for the Unexperienced Planters of New England, or Anywhere (1631)

## Интересные факты
Биография Джона Смита легла в основу приключенческой книги советского писателя Емельяна Ярмагаева «Приключения Питера Джойса». В основе сюжета — переселение английской пуританской общины в Северную Америку и основание там колонии во главе с романтическим героем Питером Джойсом, находящимся во власти иллюзий о всеобщей справедливости.
Повесть написана на большом историческом, географическом и этнографическом материале.
Каждую главу повести предваряют остроумные «Изречения Питера Джойса». (Издание: Ярмагаев В. Е. Приключения Питера Джойса и его спутника Бэка Хаммаршельда в Старом и Новом свете: повесть/ В. Е. Ярмагаев; Послесл. В.Райцеса; Рис. В.Власова.-Л.: Дет. лит., 1971.-207 с.: ил.)

## В кино
- «Капитан Джон Смит и Покахонтас[англ.]» (Captain John Smith and Pocahontas) — реж. Лью Лэндерс (США, 1953), в роли Дж. Смита — Энтони Декстер[англ.].
- «Покахонтас» (Pocahontas) — реж. Дэниэл Дж. Суисса (Канада, 1995), в роли Дж. Смита — Майлз О’Киффи.
- «Новый Свет» (The New World) — реж. Теренс Малик (США, 2005), в роли Дж. Смита — Колин Фарелл.
- Пребывание Джона Смита в Джеймстаунском поселении отражено в документальном фильме “1607: A Nation Takes a Root,” снятом музеем Джеймстауна в 2007 году к 400-летней годовщине основания колонии[6].